# Quinquagesimo Ante Anno
 Quinquagesimo Ante Anno  è un'enciclica di papa Pio XI, promulgata il 23 dicembre 1929, e scritta in occasione della chiusura dell'anno del suo 50° di sacerdozio. Il Pontefice ricorda i principali avvenimenti dell'anno appena trascorso, tra cui la stipulazione del Trattato e del Concordato con l'Italia (i Patti Lateranensi), che, dice Pio XI « formano un insieme talmente inscindibile e inseparabile, che o tutti e due restano, o ambedue necessariamente vengono meno ».